# S Octantis
S Octantis är en pulserande variabel av Mira Ceti-typ (M) i stjärnbilden Oktanten. 
Stjärnan varierar mellan visuell magnitud +7,2 och 14,0 med en period av 257 dygn.